# Multiple instructions single data
 (décembre 2011).
Si vous disposez d'ouvrages ou d'articles de référence ou si vous connaissez des sites web de qualité traitant du thème abordé ici, merci de compléter l'article en donnant les références utiles à sa vérifiabilité et en les liant à la section « Notes et références ».

Illustration de l'architecture Multiple Instructions Single Data

Multiple instructions single data (ou MISD) est une des quatre catégories d'architecture définies par la taxinomie de Flynn et désigne un mode de fonctionnement des ordinateurs dotés de plusieurs unités arithmétiques et logiques fonctionnant en parallèle.
Dans ce mode, la même donnée est traitée par plusieurs processeurs en parallèle. Il existe peu d'implémentations en pratique. Cette catégorie peut être utilisée dans le filtrage numérique et la vérification de redondance dans les systèmes critiques. Cependant, un des exemples d'utilisation de l'architecture MISD sont les ordinateurs de contrôle de vol de la navette spatiale américaine.[réf. nécessaire]